# 芒特西奈 (印地安納州)
芒特西奈（英語：Mount Sinai）是位於美國印地安納州迪爾伯恩縣的一個非建制地區。該地的面積和人口皆未知。

## 地理
芒特西奈的座標為39°04′00″N 84°59′55″W / 39.06667°N 84.99861°W，而該地的平均海拔高度為266米（即873英尺）。